# Hans Freudenthal

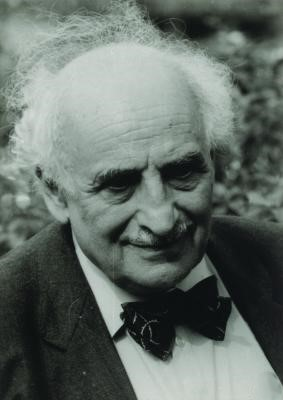
Hans Freudenthal

Hans Freudenthal (ur. 17 września 1905 w Luckenwalde, Niemcy, zm. 3 października 1990 w Utrechcie, Holandia) – holenderski matematyk i dydaktyk matematyki niemieckiego pochodzenia.
Od 1951 był członkiem Królewskiej Holenderskiej Akademii Sztuk i Nauk. 